# Psilosticha absorpta
Psilosticha absorpta là một loài bướm đêm trong họ Geometridae.